# テルテニーア
テルテニーア（イタリア語: Tertenia）は、イタリア共和国サルデーニャ自治州ヌーオロ県にある、人口約3,900人の基礎自治体（コムーネ）。

## 地理

### 位置・広がり

#### 隣接コムーネ
隣接するコムーネは以下の通り。
- カルデードゥ
- ガーイロ
- イェルツ
- ラヌゼーイ
- ロチェーリ
- オシーニ
- ウラッサイ